# Станислава Палеолог
Станислава Филипина Деметраки-Палеолог (на полски: Stanisława Filipina Demetraki-Paleolog) е полска активистка за независимост, подпоручик от Полската войска, комисар в Държавната полиция, капитан в редиците на Съюза за въоръжена борба и Армия Крайова, министър без портфейл в първото правителство на Антони Пайонк в изгнание (1955).